# Eriothrix monticola
Eriothrix monticola är en tvåvingeart som först beskrevs av Egger 1856.  Eriothrix monticola ingår i släktet Eriothrix och familjen parasitflugor. Inga underarter finns listade i Catalogue of Life.